# 東山・おかでんミュージアム駅停留場

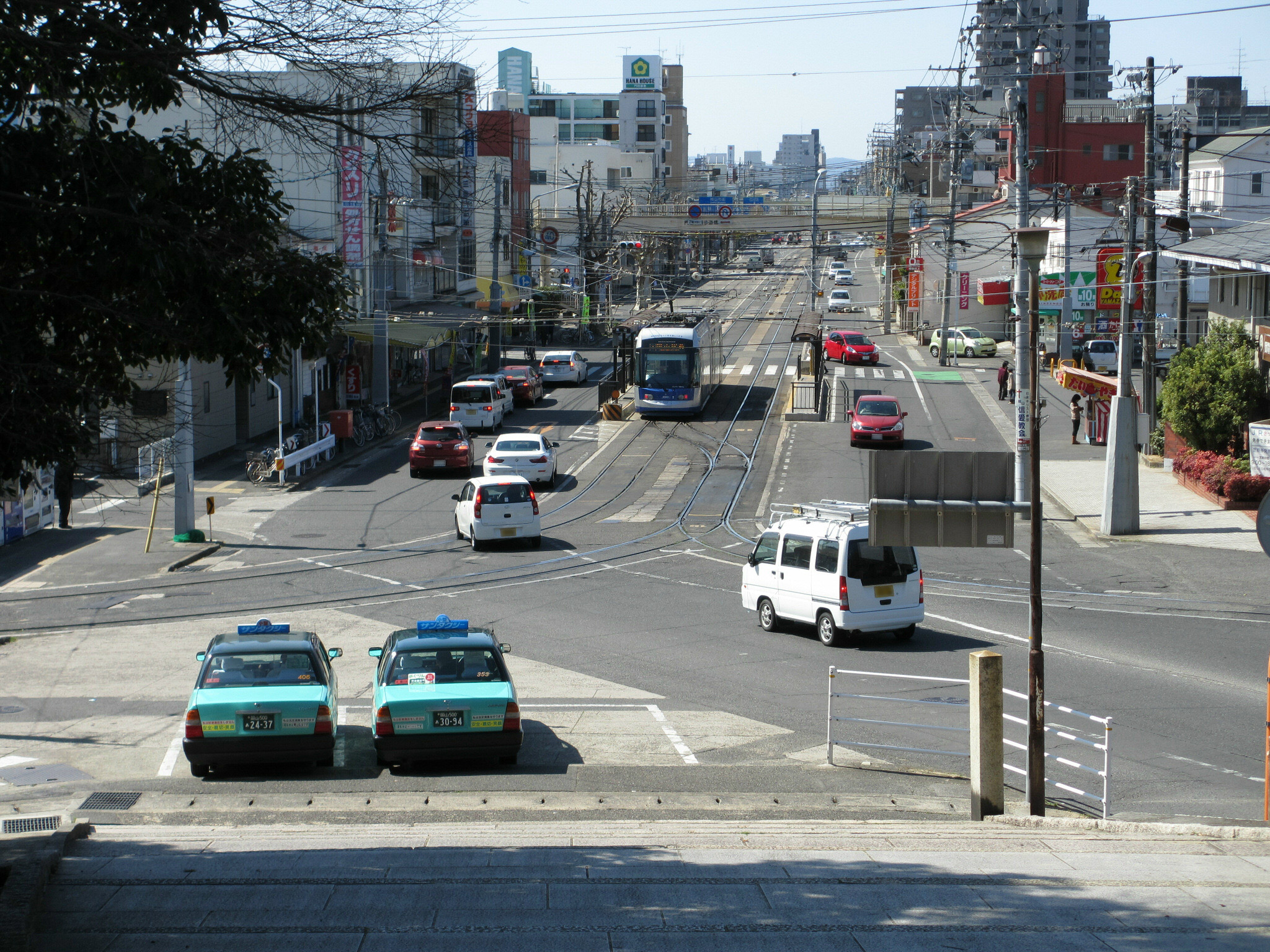
停留場付近の眺め（奥が岡山駅前方面）

東山・おかでんミュージアム駅停留場（ひがしやま・おかでんミュージアムえきていりゅうじょう）は、岡山県岡山市中区徳吉町二丁目および東山二丁目にある岡山電気軌道東山本線の停留場である。駅番号はH10。
案内上は「駅」まで停留場名に含んで呼称されているが、『鉄道要覧』に記載された名称は「東山・おかでんミュージアム」であり「駅」は名称に含まれていない。また東山・おかでんチャギントンミュージアム駅（ひがしやま・おかでんチャギントンミュージアムえき）と案内されることもあり、おかでんチャギントン電車関連ではそのように表記される。

## 歴史

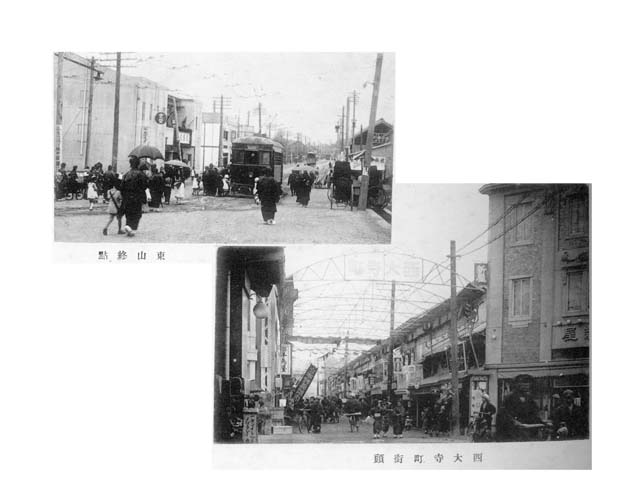
大正時代の東山停留場(写真上)

- 1923年（大正12年）7月9日：西大寺町 - 当駅間の開通と同時に東山停留場として開業。
- 1956年（昭和31年）7月14日：開業時より約100m起点方に移設。
- 2017年（平成29年）4月1日：東山・おかでんミュージアム駅停留場に改称。

## 構造
2面2線の相対式ホーム。東山本線の終点であり、ホームの先で線路が二つに分かれ、岡山県道28号岡山牛窓線の北側および南側にある車庫へ向かっている。また、当駅に到着した電車はいったん車庫側へ引き上げたのち、到着時とは反対側のホームへ入線する。

## 周辺
- 岡山県道28号岡山牛窓線
- 岡山電気軌道本社・電車営業部・東山車庫 （登記上の本店でもある）
- 両備バス東山電停前バス停（西大寺方面行のみ）・東山バス停
- おかでんミュージアム＋水戸岡鋭治デザイン
- 東山公園
- 玉井宮東照宮
- 三勲神社
- 山陽学園中学校・高等学校（旧・山陽女子中学校・高等学校）
- 岡山大学東山地区
  - 岡山大学教育学部附属幼稚園・小学校・中学校
- 岡山県立岡山東商業高等学校
- 岡山医療福祉専門学校（旧・ベル総合福祉専門学校）
- パークス東山店
- 岡山国際ホテル
- デイリーヤマザキ岡山東山店

## バス路線
岡山県道28号岡山牛窓線沿いにバス停が2つある。デイリーヤマザキ岡山東山店前に「東山電停前」バス停（岡山国際ホテル・益野西・西大寺方面のみ）、東山公園前に「東山」バス停が設けられている。
Harecaの場合に限り、岡山電気軌道の路面電車（岡山駅前・県庁通り方面）と両備バス（岡山国際ホテル・益野西・西大寺方面）を、東山・おかでんミュージアム駅停留場と東山電停前バス停・東山バス停で乗り換えた場合、乗換を含んだ乗車区間を全てバスで乗車したものとして運賃計算する。
乗り入れるバス会社
- ■両備バス（両備ホールディングス）
- ■八晃運輸

### 東山電停前
※すべて一般路線。
- 東行
  - 両備バス
    - 314・317：西大寺
    - 315：東区役所前
    - 341：岡山国際ホテル・操南台団地

### 東山
※すべて一般路線。
- 東行
  - 両備バス
    - 314・317：西大寺
    - 315：東区役所前
    - 341：岡山国際ホテル・操南台団地

  - 八晃運輸
    - M03 (3)：（めぐりん益野線）新橋
- 西行
  - 両備バス
    - 314・341：山陽学園中学・高校前 ※平日のみ運行。
    - 003：天満屋 ※平日のみ運行。
    - 0A1・002：岡山駅 ※「002」は平日のみ運行。

  - 八晃運輸
    - M03 (3)：（めぐりん益野線）岡山駅

## 隣の停留場
岡山電気軌道
■東山本線
門田屋敷停留場 (H09) - 東山・おかでんミュージアム駅停留場 (H10)